# Boleboř
Boleboř (en allemand : Göttersdorf) est une commune du district de Chomutov, dans la région d'Ústí nad Labem, en République tchèque. Sa population s'élevait à 292 habitants en 2021.

## Géographie
Boleboř se trouve à 9 km au nord de Chomutov, à 48 km au sud-ouest d'Ústí nad Labem et à 90 km au nord-ouest de Prague.
La commune est limitée par Kalek et Hora Svaté Kateřiny au nord, par Nová Ves v Horách et Vysoká Pec à l'est, par Jirkov au sud, et par Blatno à l'ouest.

## Histoire
La première mention écrite du village date de 1352.

## Administration
La commune se compose de trois quartiers :
- Boleboř
- Orasín
- Svahová

## Transports
Par la route, Boleboř se trouve à 12 km de Chomutov, à 24 km de Most, à 65 km d'Ústí nad Labem et à 102 km de Prague.